# Flags (Brooke Fraser)
Flags è il terzo album della cantautrice pop rock neozelandese Brooke Fraser, pubblicato il 23 ottobre 2010 dall'etichetta discografica Wood and Bone e distribuito dalla Sony.
Il disco è stato anticipato dal singolo Something in the Water che, uscito nel mese di agosto, ha scalato la classifica neozelandese raggiungendone la vetta. Lo stesso brano ha segnato il debutto europeo della cantautrice, venendo diffuso a livello radiofonico nel gennaio successivo.
Nel gennaio 2011 è stato pubblicato come secondo singolo il brano Betty.

## Tracce
CD (Wood and Bone WAB003)
Testi e musiche di Brooke Fraser.
1. Something in the Water – 3:03
2. Betty – 2:58 (J. Foreman, Brooke Fraser)
3. Orphans, Kingdoms – 3:54
4. Who Are We Fooling? – 4:25 – feat Aqualung
5. Ice on Her Lashes – 5:44
6. Coachella – 3:32
7. Jack Kerouac – 3:25
8. Sailboats – 3:18
9. Crows + Locusts – 5:47
10. Here's to You – 4:22
11. Flags – 4:48

Durata totale: 45:16
Bonus Track (iTunes Store Deluxe Edition):
1. You Can Close Your Eyes – 2:22 – feat William Fitzsimmons
2. Something in the Water – digital booklet

## Classifiche
| Paese         | Posizione raggiunta |
| ------------- | ------------------- |
| Nuova Zelanda | 1                   |
| Australia     | 3                   |
| Stati Uniti   | 59                  |